# Moschea di Nasir ol Molk
La moschea di Nasir ol Molk (Farsi: مسجد نصیر الملک – Masjed e Nasir ol Molk), spesso anche nota come moschea rosa, è un luogo di culto islamico a Shiraz, Iran. Essa è localizzata nel distretto di Gowad-e-Arabān, vicino alla moschea Shah Ceragh. Questa è una delle moschee più fotografate ed eleganti dell'Iran meridionale.

## Storia

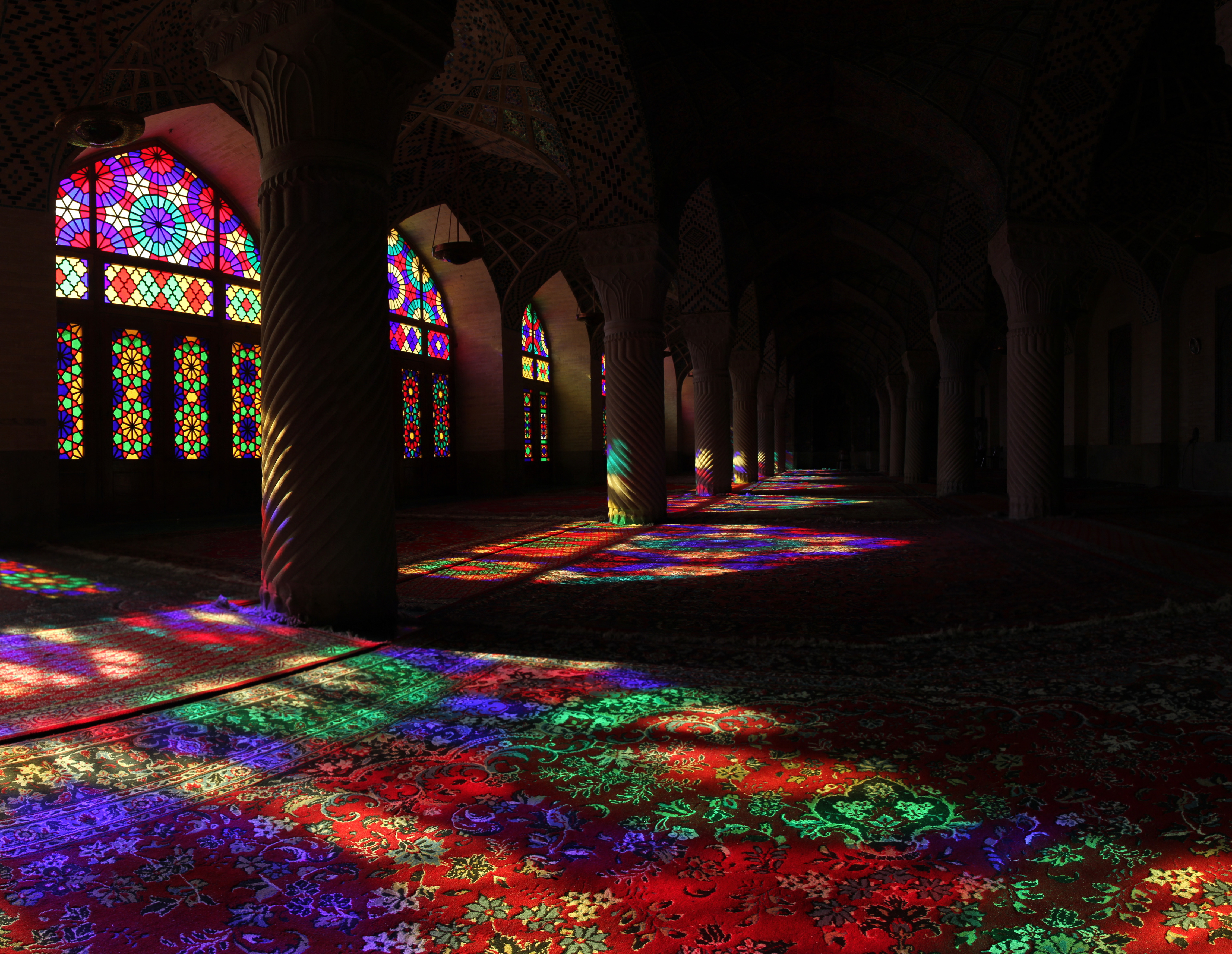
I suggestivi effetti della vetrata

La moschea è stata costruita durante l'era Qajar con i finanziamenti della fondazione Nasir ol Molk. Essa è stata realizzata tra il 1876 e il 1888, su ordine dello stesso Mirzā Hasan Ali (Nasir ol Molk), sovrano Qajaro. Gli architetti incaricati della progettazione furono Mohammad Hasan e Memār e Mohammad Rezā Kāshi-Sāz e Širāzi.

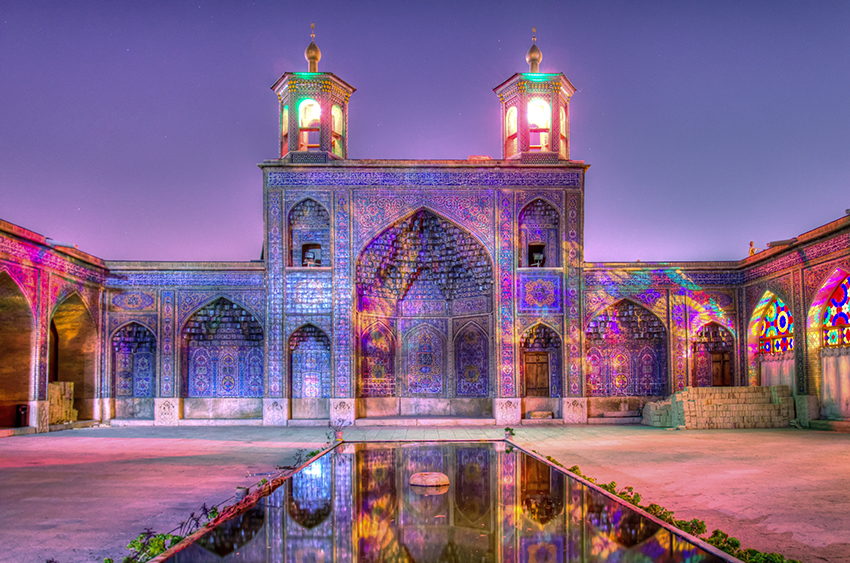
Veduta della moschea al crepuscolo

Ristrutturazioni, protezione e mantenimento sono ancora oggi sotto la tutela della Fondazione di Nasir ol Molk.

## La moschea
La moschea è caratterizzata dalle ampie vetrate colorate della sala di preghiera invernale. Al mattino la luce del sole passando attraverso le vetrate inonda di luce colorata l'interno della sala con un effetto spettacolare. L'effetto risulta amplificato soprattutto nelle prime ore del mattino o nei mesi invernali quando l'altezza del sole è minore e i raggi penetrano sino nel fondo del salone. Le colonne interne sono decorate da piastrelle policrome. 
All'interno vi è un Gav Cha o Pozzo delle mucche, si tratta di un pozzo dove in passato grazie alla forza di trazione delle mucche veniva sollevata l'acqua del pozzo.
La moschea presenta i tipici elementi che definiscono lo stile architettonico islamico-persiano (Panj Kāse, cinque entrate). Nella cultura popolare essa viene chiamata moschea rosa a causa del considerevole uso di questo colore per gli interni e nelle vetrate.